# Journal of Integrated Circuits and Systems
O Journal of Integrated Circuits and Systems (JICS) é uma revista semestral co-publicado pela Sociedade Brasileira de Computação (SBC) e pela Sociedade Brasileira de Microeletrônica (SBMicro). Apresenta artigos no estado da arte em processos, dispositivos, circuitos e sistemas integrados de pesquisadores do Brasil e do exterior. Editado em Inglês, o JICS divulga internacionalmente o trabalho de pesquisadores do Brasil e do exterior. Tem corpo editorial internacional. Seus artigos são disponibilizados tanto no formato impresso como no formato eletrônico.
A primeira edição da revista surgiu em março de 2004. Suas edições circulam nos meses de Março e Setembro.
Os tópicos de interesse do JICS são:
- Processos e Materiais
- Dispositivos e Caracterização
- Modelagem e Simulação
- Projetos Digitais e Analógicos
- Projeto de Sistemas
- Arquitetura de Computadores
- Síntese de alto nível
- HW & SW Co-projetos
- Síntese lógica e física
- Tecnologia CAD
- Teste
- Microsistemas
- Opticoeletrônica
- MMIC
- Educação em Microeletrônica